# Ежи и Петруччо
«Е́жи и Петру́ччо» — арт-проект Андрея Андрианова (с 1997), позднее — серия одноимённых мультфильмов (2005, аниматор Маша Якушина), размещённых на сайте Олега Куваева mult.ru.

## История
Проект появился в 1997 году. Его придумал Андрей Андрианов. Потом Андрей Дергачёв предложил совместить истории двух персонажей с музыкальными треками.
Через 3 года Андрей с радио ULTRA предложил попробовать возобновить проект, но уже на радио. Андрианов вместе с Сергеем Чиком начали писать истории вместе.
Потом проект разросся и на mult.ru появились истории про Ежи и Петруччо с «Радио Ультра», анимированные Машей Якушиной.
Когда радио ULTRA сменила частоту вещания, мультфильм перестал выходить в свет.
В 2010 году проект впервые выступил публично: Андрей Андрианов (чтение, танец) и Федор Веткалов (музыкант) провели совместное выступление в клубе-театре Мастерская.
К 2012 году проект был полностью заморожен.

## Сюжет
Мультфильм повествует о двух главных и единственных персонажах сериала — Е́жи и Петруччо, а также об их приключениях. Персонажи ничего не говорят на протяжении всех серий мультсериала, повествование осуществляется чтением закадрового текста.

## Персонажи мультфильма
- Ежи — персонаж в светлой шапке
- Петруччо — персонаж в тёмной шапке

## Альбомы
- 2002 — СкаZки
- 2004 — Сказки с радио «Ультра»
- 2006 — Истории[2].

## Список серий студии mult.ru
1. «Когда-то»
2. «My way»
3. «Вещь»
4. «Воздух»
5. «Сильный противник»
6. «Он»
7. «Сон Ежи»
8. «Однажды»
9. «Трактор»
10. «Против тишины»
11. «В ожидании»
12. «Своими именами»